# Грумале (Перуђа)
Грумале је насеље у Италији у округу Перуђа, региону Умбрија.
Према процени из 2011. у насељу је живело 47 становника. Насеље се налази на надморској висини од 319 м.